# Raiffeisenbank Chamer Land
Die Raiffeisenbank Chamer Land eG ist ein genossenschaftliches Kreditinstitut mit Sitz in Cham im Landkreis Cham. Mit einer Bilanzsumme von über 1 Mrd. Euro ist sie eine der größten Genossenschaftsbanken in der Oberpfalz.  Sie verfügt über ein Filialnetz von 11 Geschäftsstellen, mit denen ca. 42.000 Kunden betreut werden. Die Raiffeisenbank Chamer Land eG betreut ein Kundenvolumen von rund 2.867 Mio. Euro, beschäftigt 189 Mitarbeiter, davon 15 Auszubildende.

## Geschichte
Die Raiffeisenbank Chamer Land eG ist aus drei großen Fusionen entstanden. Mit der Raiffeisenbank Rötz eG wurde 2001 fusioniert. 2003 folgte dann die Fusion mit der Raiffeisenbank Roding eG und die Umfirmierung in Raiffeisenbank Cham-Roding eG mit Sitz in Cham, 20 Geschäftsstellen und 180 Mitarbeitern. Mit dieser Fusion wurde das Institut zu einer der größten Raiffeisenbank in der Oberpfalz. Die Verschmelzung mit der Raiffeisenbank Furth im Wald eG fand 2007 statt. Die dann genannte Raiffeisenbank Cham-Roding-Furth im Wald eG hatte zu diesem Zeitpunkt 24 Geschäftsstellen und 220 Mitarbeiter. Abschließend wurde am 18. September 2013 umfirmiert in Raiffeisenbank Chamer Land eG.

## Geschäftsgebiet
Das Geschäftsgebiet der Raiffeisenbank Chamer Land eG umfasst insgesamt 11 Geschäftsstellen und eine Online-Geschäftsstelle, welche im Juni 2014 eröffnet worden ist.
Seit dem 1. Januar 2018 wird das Multikanalangebot durch ein KundenServiceCenter ergänzt.

## Mitgliedschaft
Die Raiffeisenbank Chamer Land eG wird als Genossenschaftsbank von 12.700 Mitgliedern getragen. Mitglieder sind Miteigentümer, Träger und Kunden der Bank, sowie Kapitalgeber und Gewinnbeteiligte. Auf der jährlich stattfindenden Vertreterversammlung erhalten die Vertreter Informationen über die geschäftspolitische und wirtschaftliche Entwicklung der Bank. Die Mitglieder erhalten jeweils nach der Vertreterversammlung die Dividende für ihre Geschäftsanteile.

## Dienstleistungen und Produkte
Die Raiffeisenbank Chamer Land eG betreibt das Universalbankgeschäft mit Unterstützung von Vertrags- und Verbundpartnern. Außerdem erfolgt eine Beratung zu Finanzprodukten über Immobilien und Bausparen bis hin zu Versicherungen.